# Schwalmtal (Renania Settentrionale-Vestfalia)
Schwalmtal è un comune di 19 062 abitanti della Renania Settentrionale-Vestfalia, in Germania.
Appartiene al distretto governativo (Regierungbezirk) di Düsseldorf ed al circondario (Kreis) di Viersen (targa VIE).